# سیارک ۱۹۷۸۳
سیارک ۱۹۷۸۳ (به انگلیسی: 19783 Antoniromanya، نامگذاری:2000QF71) نوزده هزار و هفتصد و هشتاد و سومین سیارک کشف شده‌است که در ۲۷ اوت ۲۰۰۰ کشف شد.
قدر مطلق سیارک برابر ۲۹.۵ است.